# Liste der Bodendenkmale in Lommatzsch
In der Liste der Bodendenkmale in Lommatzsch sind die Bodendenkmale der Stadt Lommatzsch und ihrer Ortsteile nach dem Stand der Auflistung von Harald Quietzsch und Heinz Jacob aus dem Jahr 1982 aufgelistet. Eventuelle Änderungen und Ergänzungen, insbesondere aus der Zeit nach der Wende, sind nicht berücksichtigt, da für Sachsen aktuell keine neueren allgemein zugänglichen Bodendenkmallisten vorliegen. Die Baudenkmale sind in der Liste der Kulturdenkmale in Lommatzsch aufgeführt.
| Denkmal-ID | Fundart            | Ortsteil   | Bezeichnung | Zeitstellung    | Lage                                                                       | Bemerkungen | Bild |
| ---------- | ------------------ | ---------- | ----------- | --------------- | -------------------------------------------------------------------------- | --- | ---- |
| ?          | Befestigung > Burg | Lautzschen | Wasserburg  | Mittelalter     | westlicher Ortsrand, Bachaue                                               | runder Burghügel mit wasserführendem Graben, gut erhalten, Schutz seit 1936, erneuert 9. Oktober 1957                            |      |
| ?          | besonderer Stein   | Lommatzsch | Steinkreuz  | Spätmittelalter | nördlicher Ortsausgang, westlich an der Riesaer Straße, südlich der Brücke | Schutz seit 20. Dezember 1972 |      |
| ?          | Befestigung > Burg | Paltzschen | Wallanlage  | Slawenzeit      | nördlicher Ortsrand, westlich des Keppritzbachs                            | sichelförmig erhaltener Wallrest am Rand der Niederung, 1976 stark beschädigt, Schutz seit 9. Mai 1938, erneuert 9. Oktober 1957 |      |